# Tretiakovskaïa (métro de Moscou)
Tretiakovskaïa (en russe : Третьяко́вская et en anglais : Tretyakovskaya) est une station, commune à la ligne Kaloujsko-Rijskaïa (ligne 6 orange) et à la ligne Kalininsko-Solntsevskaïa (ligne 8 jaune), du métro de Moscou, située sur le territoire de l'arrondissement Zamoskvoretche dans le district administratif central de Moscou.
Elle est mise en service en 1971.
La station est ouverte tous les jours aux heures de circulation du métro. Elle est desservie par des trolleybus et des autobus.

## Situation sur le réseau
Établie en souterrain, à 46 mètres sous le niveau du sol, la station de correspondance Tretiakovskaïa est située au point 21+99,5 de la ligne Kaloujsko-Rijskaïa (ligne 6 orange), entre les stations Kitaï-gorod (en direction de Medvedkovo) et Oktiabrskaïa (en direction de Novoïassenevskaïa). Elle est également un terminus provisoire situé au point 7+00 de la ligne Kalininsko-Solntsevskaïa (ligne 8 jaune), après la station Marksistkaïa (en direction de Novokossino).
Les lignes 6 et 8 desservent chacune les deux plateformes, établies en parallèle à la même profondeur avec chacune un quai central,.
Par des passages souterrains piéton, elle est en correspondance avec la station Novokouznetskaïa de la ligne Zamoskvoretskaïa (ligne 2 verte).

## Histoire
Jusqu'au 4 novembre 1983, elle est appelée Novokouznetskaïa. L'appellation actuelle est liée à la galerie Tretiakov, que dessert la station.  1983)